# 奧赫森山
46°41′55.5″N 7°25′7″E / 46.698750°N 7.41861°E

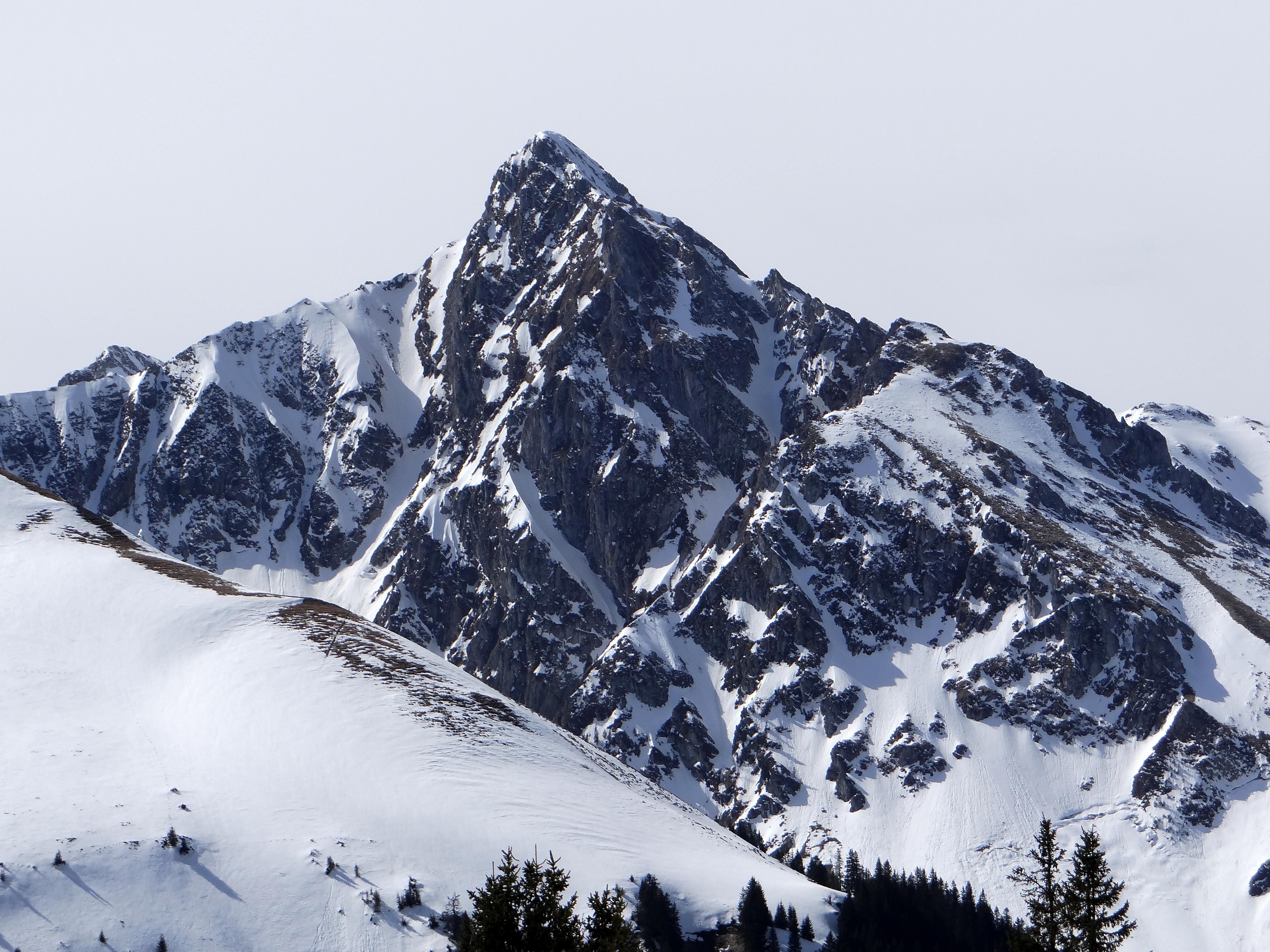

奧赫森山（Ochsen），是瑞士的山峰，位於該國中西部，由伯恩州負責管轄，屬於伯爾尼山的一部分，俯瞰呂舍格，海拔高度2,188米，每年平均降雨量1,471毫米，人類在1698年2月23日首次登頂。